# Giuseppe Gasparin
Giuseppe Gasparin (Caserta, 20 dicembre 1950) è un politico italiano.
Esponente della Democrazia Cristiana, è stato più volte consigliere comunale e assessore a Caserta. Dal luglio 1990 al marzo 1993 fu sindaco di Caserta, ultimo sindaco democristiano della città. È stato direttore dell'ASL di Caserta.